# Swertia exacoides
Swertia exacoides är en gentianaväxtart som beskrevs av Isaac Henry Burkill. Swertia exacoides ingår i släktet Swertia och familjen gentianaväxter. Inga underarter finns listade i Catalogue of Life.